# Movimiento obrero español
El movimiento obrero en España se inició en Cataluña en las décadas de 1830 y 1840 aunque fue en el Sexenio Democrático cuando nace realmente con la fundación en el Congreso Obrero de Barcelona de 1870 de la Federación Regional Española de la Primera Internacional (FRE-AIT). Durante la Restauración se fundan las dos grandes organizaciones sindicales españolas, la socialista Unión General de Trabajadores (1888) y la anarcosindicalista Confederación Nacional del Trabajo (1910), con predominio de esta última hasta la Segunda República Española. CNT y UGT protagonizarán la revolución social que se produjo en la zona republicana durante los primeros meses de la guerra civil española. Durante la dictadura franquista las dos centrales históricas fueron duramente reprimidas hasta prácticamente desaparecer. En la etapa final del franquismo surgió una nueva organización llamada Comisiones Obreras, que junto con la reconstituida UGT, serán los dos sindicatos mayoritarios desde el inicio del nuevo periodo democrático hasta la actualidad.

## El movimiento obrero hasta la guerra civil española

### Orígenes (1830-1868)
«Las insurrecciones son tan viejas en España como el gobierno de los favoritos de Palacio contra los cuales han ido usualmente dirigidas.»
Karl Marx, La España revolucionaria. (New York Daily Tribune, 9 de septiembre de 1854)

Los orígenes del movimiento obrero en España se sitúan en Cataluña en las décadas de 1830 y 1840 ya que era el único lugar donde existía una industria moderna, el sector textil algodonero. Allí se produjeron los primeros conflictos entre obreros y patronos y allí se fundó en 1840 el primer sindicato —sociedad de resistencia se le llamaba en la época— de la historia de España, la Asociación de Tejedores de Barcelona. En una carta del 17 de octubre de 1854, escribía Karl Marx a Friedrich Engels:

«El estudio detenido de las revoluciones españolas permite aclarar el hecho de que estos mozos necesitaron unos cuarenta años para demoler la base material de la dominación de los curas y la aristocracia, pero en ese tiempo lograron hacer una revolución completa en el viejo régimen social.»

También en Cataluña, tuvo lugar la primera huelga general en 1855, durante el bienio progresista —un periodo de extensión del movimiento a otras zonas de España—, y también en Cataluña se reunió el primer Congreso Obrero en 1865, seguido de otro en 1868, este último celebrado después del  triunfo de la Revolución Gloriosa de 1868, que al reconocer por primera vez la libertad de asociación puso fin, al menos momentáneamente, a las persecuciones y prohibiciones que había sufrido el obrerismo incipiente durante los cuarenta años anteriores.
Con la formación en España de los dos primeros grupos de la Primera Internacional en 1869, uno en Madrid y otro en Barcelona, comienza una nueva etapa en la historia del movimiento obrero en España, en la que, como advierte Manuel Tuñón de Lara, «por vez primera, la conciencia de clase se expresaba a un nivel en que se ponía en tela de juicio la totalidad del sistema de relaciones de producción, instituciones y valores».

### Sexenio Democrático (1868-1874)

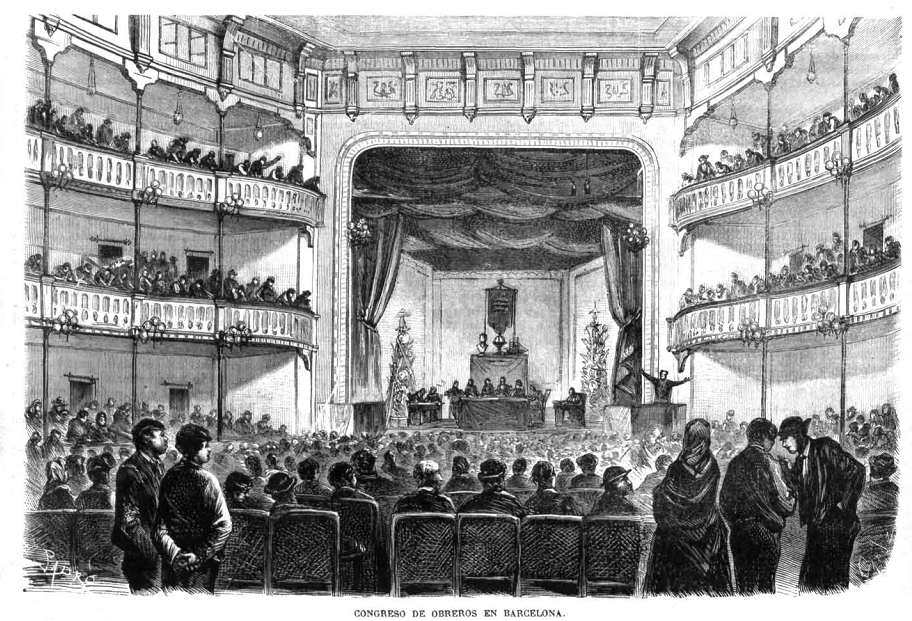
Congreso Obrero de Barcelona de 1870, dibujo de Padró, grabado de Capuz, en La Ilustración Española y Americana.

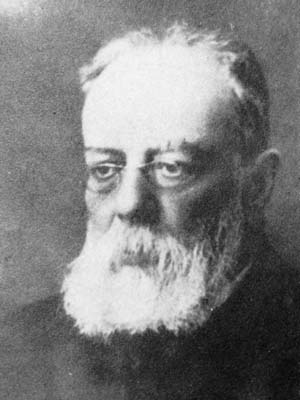
Anselmo Lorenzo, abuelo del anarquismo español.

La Primera Internacional (nacida en Londres en 1864) se organizó en España mediante la Federación Regional Española de la AIT fuertemente influida por la bakuninista Alianza Internacional de la Democracia Socialista). Así pues, el movimiento obrero español contó con una preponderancia de los sectores anarquistas, frente a la preponderancia socialista de la mayor parte del resto de Europa.

«En España, la Internacional se fundó primero como simple apéndice de la sociedad secreta de Bakunin, la Alianza, a la que debía servir de una especie de base de reclutamiento y, a la vez, de palanca para manipular en todo el movimiento proletario. Vais a ver ahora que la Alianza también intenta hoy abiertamente volver a colocar la Internacional en España en la misma posición subordinada en que la tenía antes.

Debido a esa dependencia, las doctrinas peculiares de la Alianza: la abolición inmediata del Estado, la anarquía, el antiautoritarismo, la abstención de todo acto político, etc., se predicaban en España como doctrinas de la Internacional. Al mismo tiempo, cada miembro destacado de la Internacional era incluido de golpe en la organización secreta e imbuido en la creencia de que este sistema de dirección de la asociación pública por la sociedad secreta existía en todas partes y era de cajón. [...]
En junio de 1870 se celebró el primer Congreso de la Internacional española en Barcelona, donde se adoptó el plan de organización que luego se desplegó por completo en la Conferencia de Valencia (septiembre de 1871), que está en vigor actualmente y que ha dado ya los mejores resultados.
Lo mismo que en todos los demás sitios la participación que nuestra Asociación tuvo (a la par con la que se le achacó) en la revolución de la Comuna de París, dio también en España preponderancia a la Internacional. Esta preponderancia y las primeras persecuciones gubernamentales, que siguieron inmediatamente después, acrecentaron muchísimo nuestras filas en España. Sin embargo, en el momento de convocarse la Conferencia de Valencia no existían en el país más que trece federaciones locales, aparte de algunas secciones aisladas en varios lugares. [...]

Inmediatamente después de la Conferencia de Valencia se celebró la de Londres (septiembre de 1871). Los españoles enviaron a un delegado, Anselmo Lorenzo, y él fue el primero que llevó a España la noticia de que la Alianza secreta era inconcebible en nuestra Asociación, y que, todo lo contrario, el Consejo General y la mayoría de las federaciones estaban decididamente en contra de la Alianza, pues su existencia ya se conocía entonces.»
Friedrich Engels (1872) «Informe del Consejo General sobre la situación en España, Portugal e Italia»

En 1870 la FRE-AIT contaba con 30 000 afiliados y la Alianza consiguió a la larga el dominio de la Federación, imponiéndose en el Congreso Obrero de Barcelona de 1870 el programa anarquista: abstenerse de la actividad política (no crear partido obrero y no votar) y la defensa de la "acción directa". Mientras, el marxismo defendía la necesidad de una democracia obrera organizada y centralizada, y para llegar a ella defendía la necesidad de un partido político obrero.

### Restauración (1875-1931)

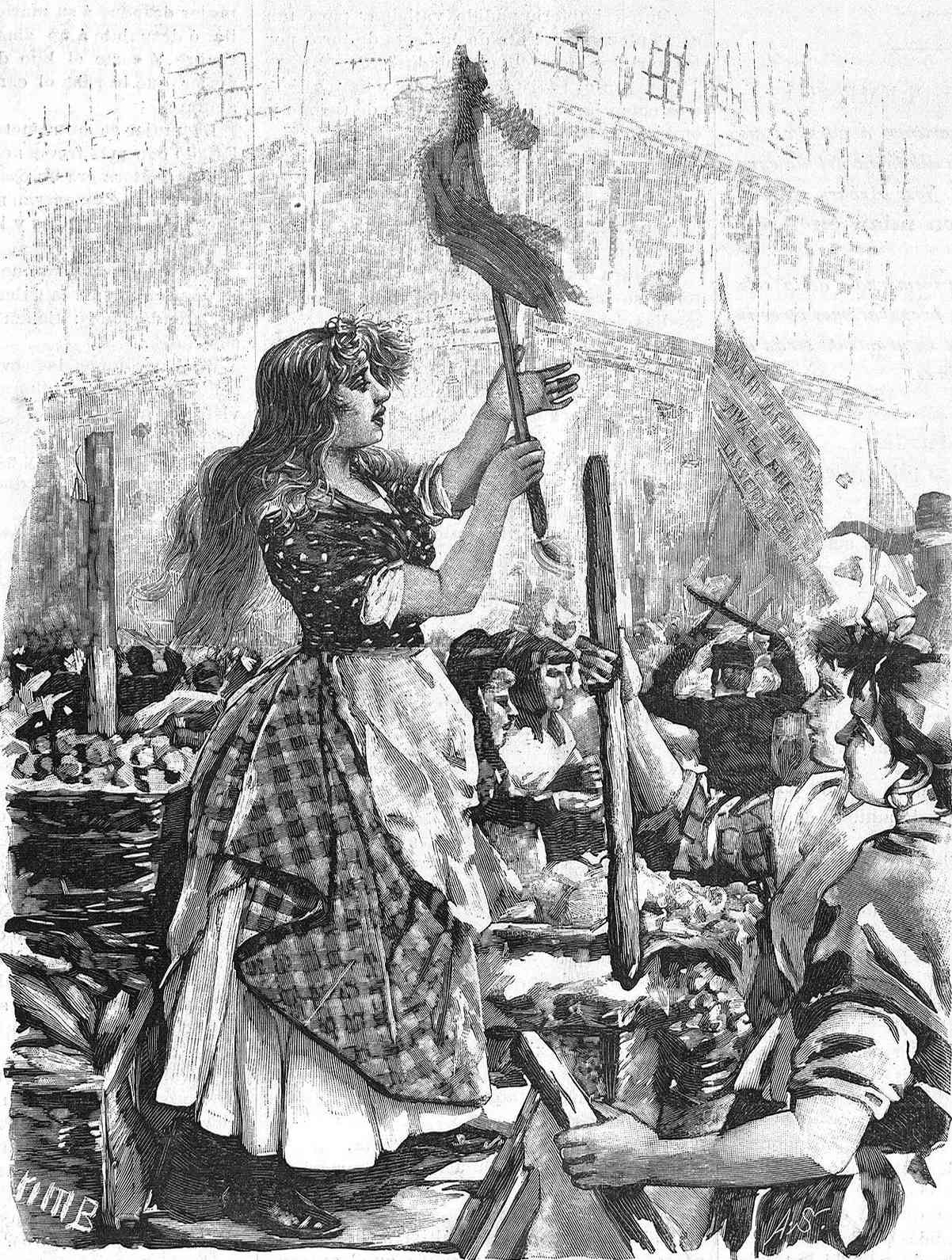
Motín de las verduleras en Madrid (1892)

La ruptura entre Marx y Bakunin se produjo en 1872, quedando la Federación Española alineada con el segundo, sin haber creado por tanto ningún partido obrero, lo que se suplía con las consignas antielectorales o con el apoyo puntual a los republicanos federales. Mientras tanto, el minoritario grupo marxista trató de llenar ese vacío con la creación del partido obrero PSOE en 1879 y del sindicato de clase obrera UGT en 1888. Puede decirse que en España no hubo un movimiento católico-social propiamente dicho antes de la encíclica Rerum novarum del papa León XIII en 1891. La excepción serían los sindicatos obreros del jesuita Antonio Vicent. En 1895, los círculos de obreros eran 169 y sus socios sobrepasaban los 36 000.

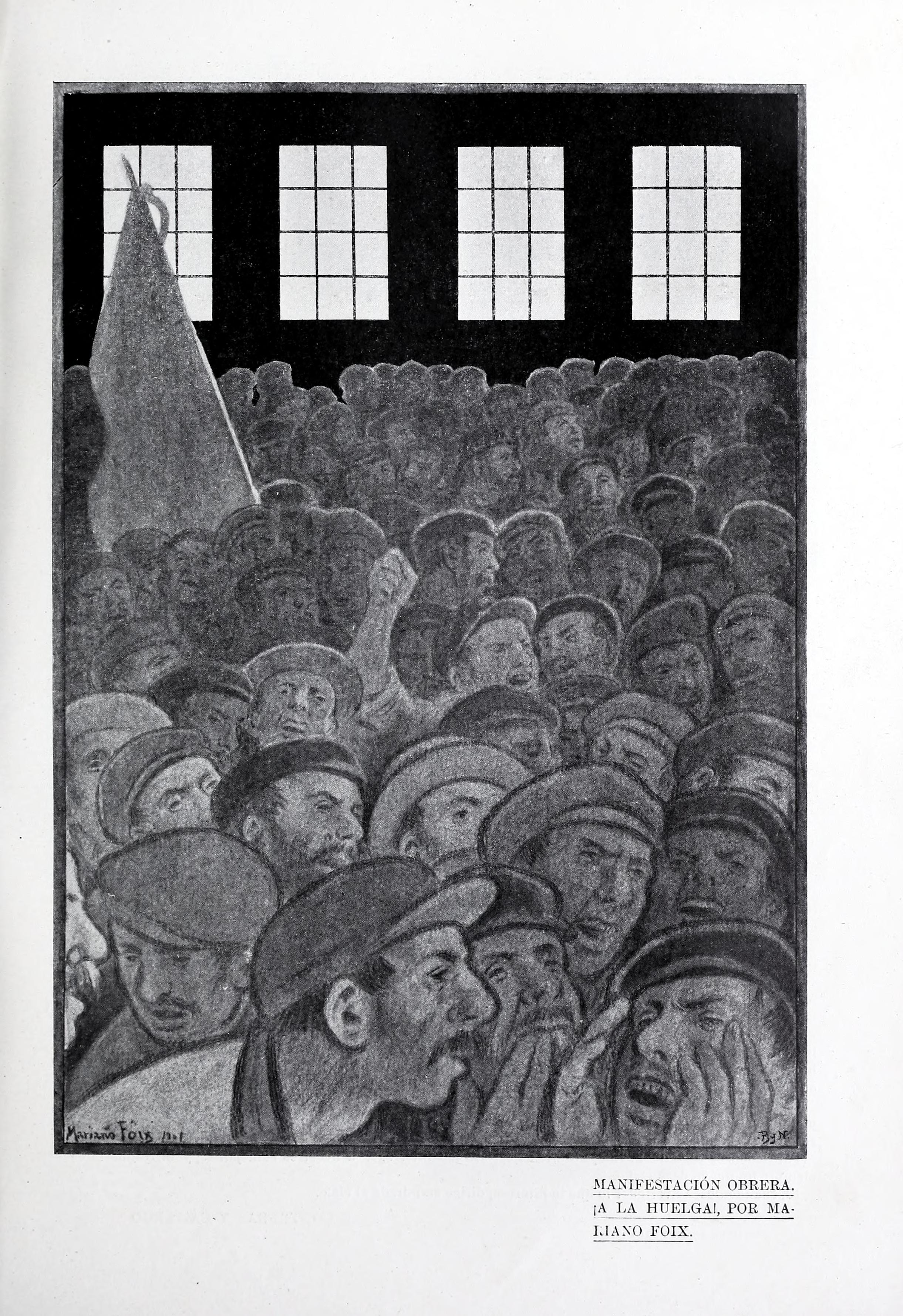
Manifestación obrera. ¡A la huelga! Por Mariano Foix (1901)

Con el nuevo siglo xx, se produjo un desarrollo del movimiento obrero, destacando la industrialización de Asturias, País Vasco, y Cataluña. También se produjeron en ese momento divergencias en el anarquismo español. Existían corrientes "puristas" antisindicales, corrientes partidarias del terrorismo individual y por último existían corrientes anarcosindicalistas, basadas en la teoría del sindicalismo revolucionario coherentemente formulada por teóricos revolucionarios franceses. 
En España será donde el anarcosindicalismo logre crear una verdadera fuerza de masas. En 1907 se funda la confederación sindical Solidaridad Obrera en Barcelona, de tendencia anarcosindicalista, y que publica un órgano de expresión de mismo nombre, periódico conocido popularmente como la "Soli". Con la recesión económica de 1908-1909, frente a los despidos y la reducción salarial, la "Soli" plantea la posibilidad de la huelga general. Con el llamamiento a filas de reclutas para la guerra de Melilla, esta huelga estalla. El resultado: la Semana Trágica de Barcelona.
Los anarcosindicalistas, con el control de la "Soli", convocan un Congreso Nacional de Trabajadores en Barcelona en 1910. Acuerdan crear la CNT (Confederación Nacional del Trabajo), que llegaría a convertirse en el principal sindicato de masas de la clase obrera española hasta la guerra civil, superando a la UGT. Compuesta de sindicatos "sin ideología" en principio, tienen poca disciplina organizativa, intentan evitar el fomento de la huelga como arma económica que frenara la "acción directa". El carácter anarcosindicalista o sindicalista revolucionario de la CNT quedaba claro. 
Esta gran central sindical, si en el conjunto del Estado superó a la UGT, en Cataluña se convirtió en casi la única central (especialmente importante porque Cataluña era la mayor región obrera española). La CNT y la UGT tenían un carácter casi exclusivamente obrero, con muy pocos intelectuales de clase media. Su tono, se podría decir, era "tosco" y de un antiintelectualismo decididamente proletario. Y, sin embargo, las revistas y bibliotecas que sus agrupaciones fomentaban contribuyeron decisivamente a la culturización de la clase obrera en esos años en que la enseñanza pública brillaba por su ausencia.

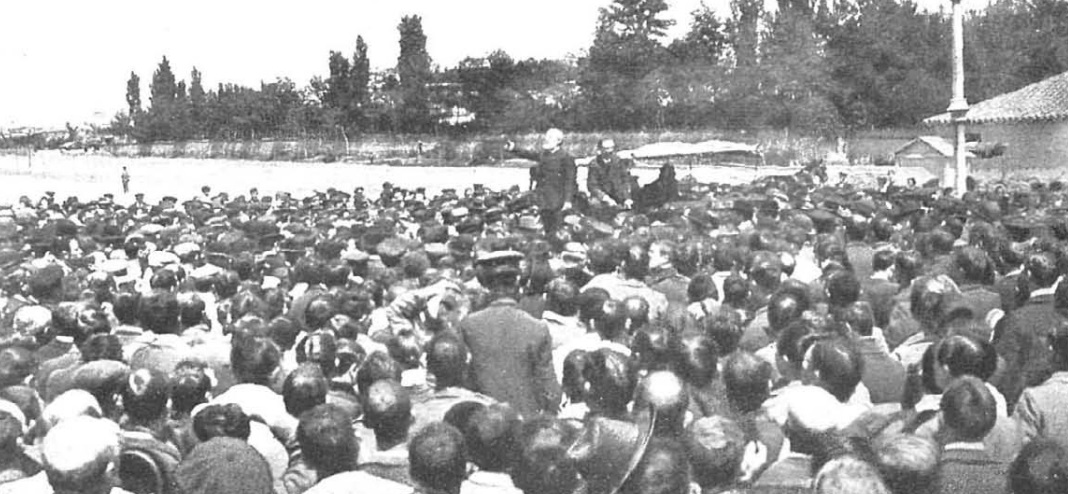
Pablo Iglesias dirigiendo la palabra a los obreros antes de disolverse una manifestación (1905)

Aunque, teóricamente, no se apoyaban las huelgas parciales ni económicas, obviamente los sindicatos miembros de la CNT se vieron inmersos en ellas. Si el sindicato CNT, en sus bases no hubiera apoyado estas movilizaciones nunca hubiera sido un sindicato de masas. Fue el instinto de clase de los militantes de la base el que se impuso a las teorizaciones de "la dirección". Evidentemente, el carácter asambleario y federalista de la organización permitió que cada federación de la confederación, a nivel sectorial o local, tomara las decisiones que le parecieran pertinentes.

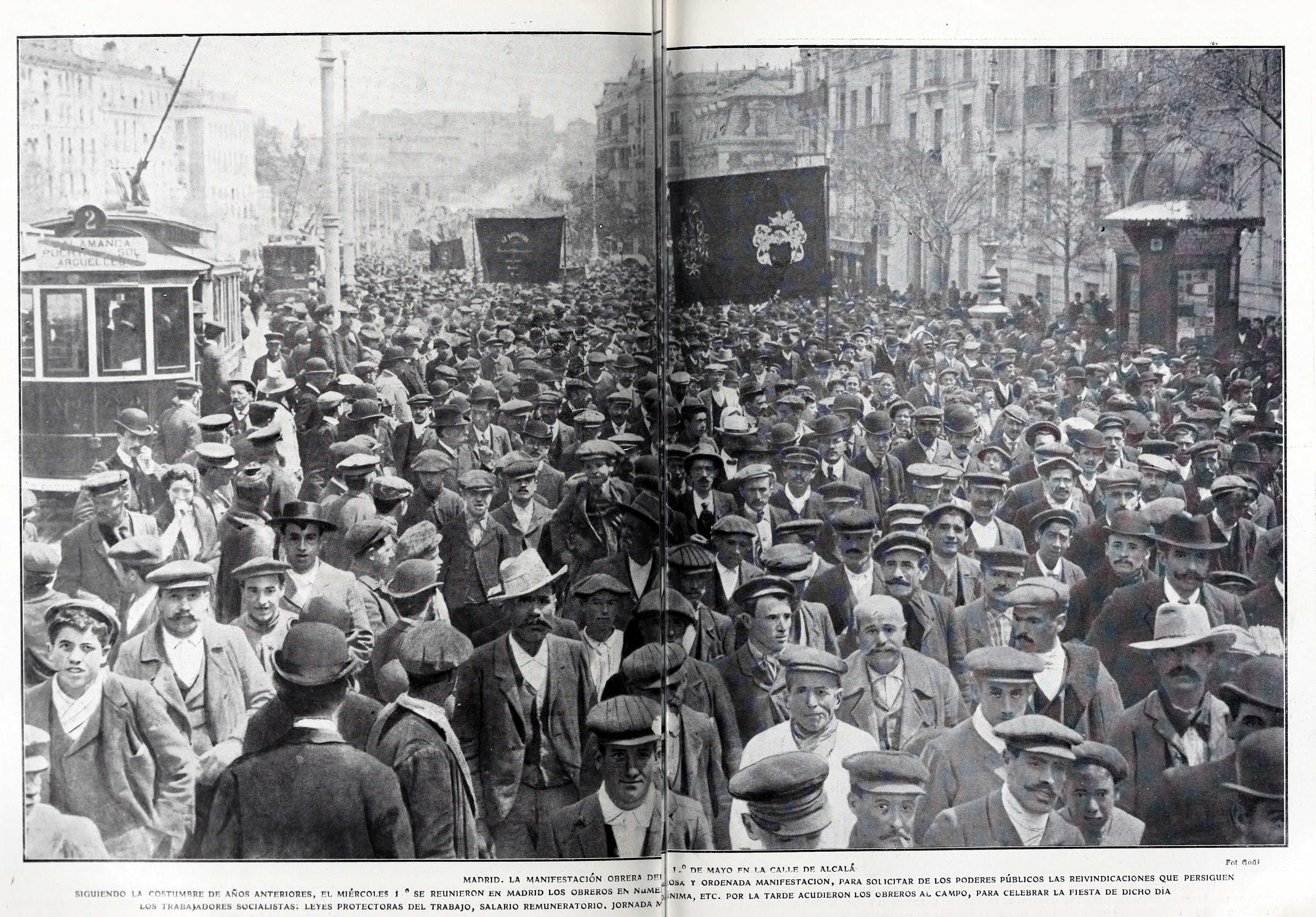
Manifestación obrera del 1 de mayo de 1907 en la calle de Alcalá de Madrid. Fotografía de Goñi.

Las huelgas industriales se extendían por el norte, las huelgas campesinas por Andalucía a finales de la década de 1910. Este fue el ambiente en que se recibió el triunfo de la revolución bolchevique en Rusia. La clase obrera española, como la mundial, quedó muy impresionada con la victoria de la revolución bolchevique soviética. El impacto en el PSOE y la UGT es bastante conocido, llevando a la creación del primer PCE; pero no se insiste tanto en el hecho de que produjo gran simpatía entre los medios confederales, llegándose a afiliar a la III Internacional, por un tiempo, la CNT. 
El hecho de que la república soviética funcionara en aquellos tiempos a través de las asambleas obreras o "soviets", permitió que los anarcosindicalistas españoles vieran en ella la encarnación de sus ideales colectivistas. El lugar donde la CNT tenía más influencia, Cataluña, tenía la parte más activa de la clase media y la parte más poderosa del movimiento obrero. El catalanismo burgués presionaba fuerte, y temía a la vez la fuerza de los trabajadores. 

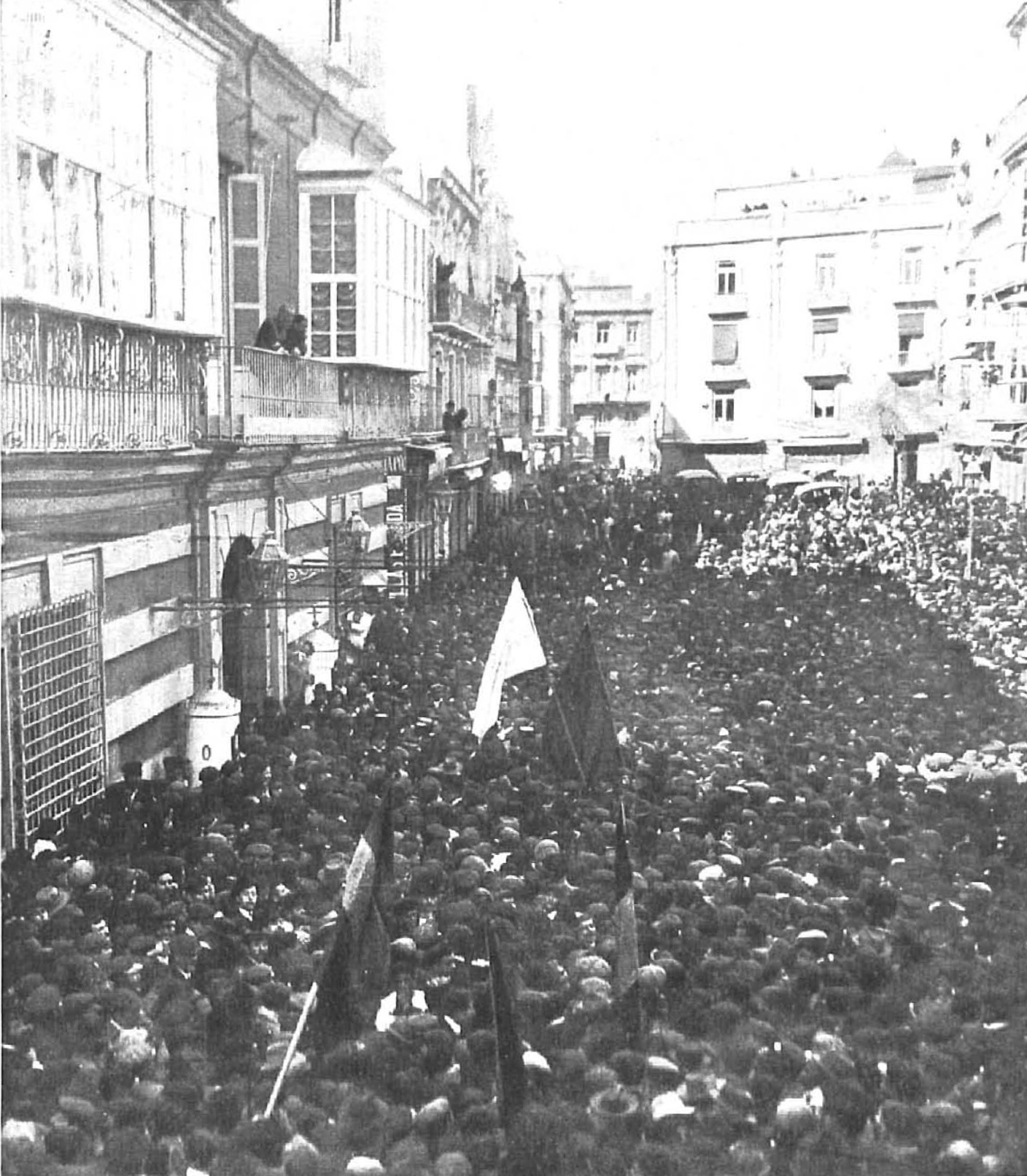
Manifestación de obreros del Arsenal de Cartagena (1907)

A finales de la década de 1910, los patronos se organizaron en toda España contra el socialismo y el sindicalismo revolucionario. La policía era desbordada por el movimiento obrero. Muchos obreros vieron el terrorismo individual anarquista como una maniobra de provocadores para justificar la persecución y la represión policial. El terrorismo "blanco" de los pistoleros de la patronal empeoró las cosas.
El que en la I Guerra Mundial la economía de una España neutral creciera, fortaleció a la clase obrera y a la CNT. En 1917-18 se dio un incremento de la actividad huelguística. El gobierno prohibió la "Soli" (Solidaridad Obrera, órgano oficial de la confederación), cerró centros obreros y detuvo dirigentes. En 1919 se produjo la huelga de la empresa eléctrica "La Canadiense", que se extendió y produjo una huelga general en la industria y el campo catalanes. Victoria parcial de la CNT, tras una dura lucha. Y es que la movilización fue importante: el 24 de marzo de 1919 la CNT volvió a convocar una huelga general para liberar a los presos de la huelga anterior. Hubo tres semanas de lucha social en Barcelona y otras ciudades. 

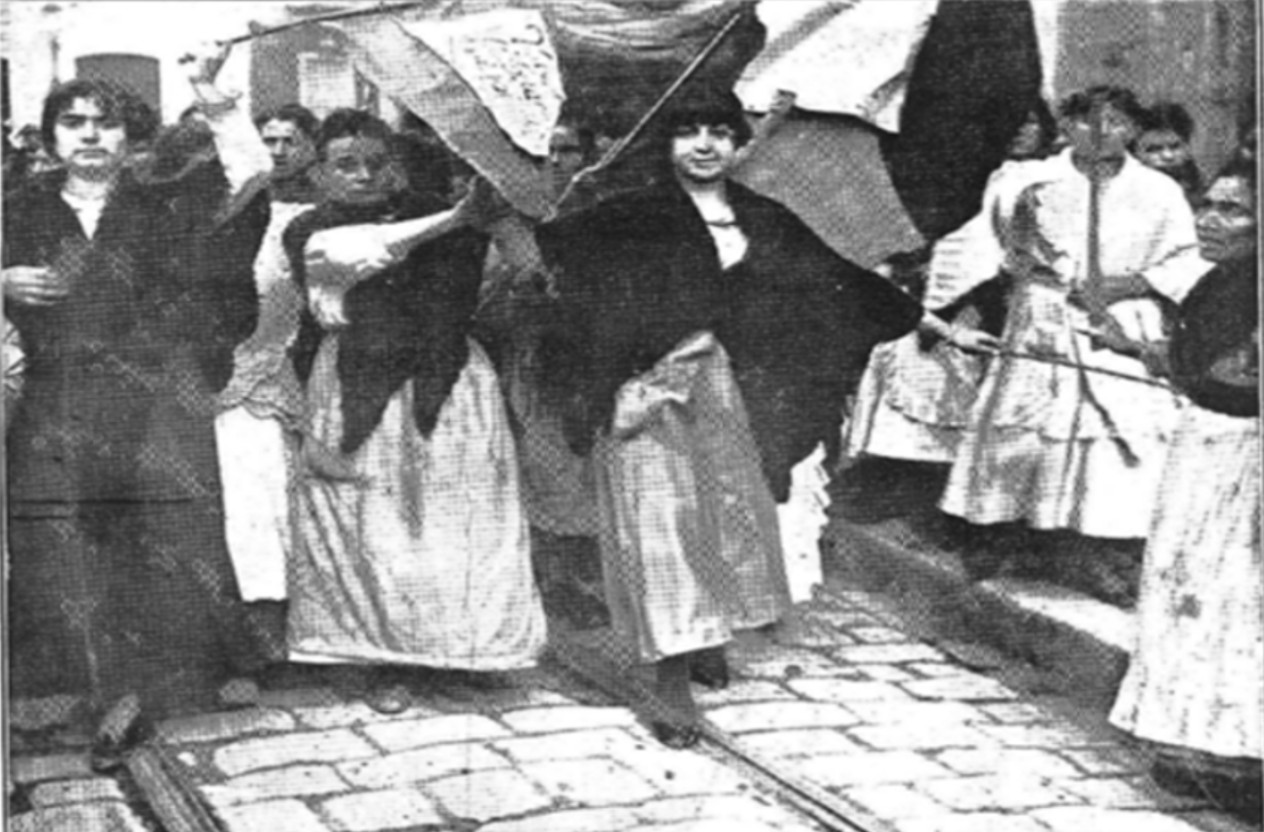
Manifestación de las faeneras en Málaga (1918)

El gobierno reaccionó con pánico y el 3 de abril el parlamento aprobó la jornada de 8 horas. El gobierno ordenó formar las comisiones mixtas de negociación. Eran triunfos arrancados por la clase trabajadora con su lucha. Pero la detención de sindicalistas llevó a la dirección de la CNT a anarquistas puros, que respondieron al terrorismo "blanco" con acciones de terrorismo individual. Esto fue criticado por muchos sectores de la misma organización. Antiguos policías de la "Brigada político-social" se encargaron de dirigir las bandas de pistoleros de la patronal contra los confederales y las organizaciones obreras en general.
A finales de 1919, el gobierno intentó pactar con el sector sindicalista de la CNT, pero la Federación de Patronos planteó el "lock-out" y se recrudeció la lucha. La patronal formó a obreros desclasados en el Sindicato Libre (ultracatólico y favorable a los patronos) contra los sindicatos únicos de la CNT. La lucha pistolera entre ambos grupos produjo una nueva escalada terrorista. La extensión del terrorismo en 1920, junto con los "lock-out" y la huelga general convocada para el 24 de enero, produjeron una tensión extrema. 
El terrorismo y la lucha social se extendieron a toda España. También en 1920, el gobierno pasó de la línea reformista a la línea dura, dejando de negociar y reprimiendo a la CNT, con la policía y el ejército. Se aplicaba la criminal "ley de fugas", que permitía el asesinato de los detenidos alegando intento de huida. Hubo una espectacular respuesta anarcosindicalista, finalizada con el asesinato en Madrid del primer ministro Eduardo Dato, a principios de 1921 por tres pistoleros anarquistas. El ejército reaccionó brutalmente contra la CNT. En 1922 descendió la violencia por la victoria de la represión.

### Segunda República y Guerra Civil (1931-1939)
Durante el primer bienio de la II República, el movimiento obrero goza de un periodo de bonanza relativa, por cuanto las autoridades eran favorables al mismo, aunque no así las circunstancias económicas. Son precisamente estas circunstancias las que hacen impacientarse a los obreros que no ven llegar todos los beneficios prometidos por los republicanos y se producen desórdenes revolucionarios, como los ocurridos en Arnedo, Castilblanco y Casas Viejas que a la larga habrían de perjudicar al movimiento obrero, por cuanto provocan la salida de los partidos progresistas del gobierno. 
Culmina esta situación cuando, tras el triunfo electoral de la CEDA en noviembre de 1933, comienza el recorte de los avances sociales obtenidos en el bienio anterior, lo que da lugar al movimiento revolucionario de octubre de 1934 y a su dura represión por el gobierno, especialmente en Asturias y Cataluña.
La situación en Europa, con los regímenes nazi y fascista en el gobierno en Alemania e Italia respectivamente y aumentando su influencia en otros países, motiva la decisión de los sindicatos de izquierda de apoyar la coalición electoral del Frente Popular y la vuelta al gobierno de la república de los partidos de izquierda.

## Desde la Guerra Civil hasta la actualidad

### Dictadura franquista (1939-1975)
Tras la guerra civil española y durante el periodo franquista, todos los movimientos obreros y partidos políticos se sumergen en el exilio y la clandestinidad. Sus actividades formaron parte de la oposición al franquismo.
Durante este periodo la política social del franquismo anuló las reformas de la República, sobre todo la reforma agraria, y restituyó asimismo propiedades y fábricas incautadas en la zona republicana durante la guerra a sus antiguos dueños. Los organismos del sindicalismo vertical dieron una clara ventaja en todo momento a los empresarios, y los trabajadores solamente tendrán una posibilidad de defensa de sus intereses en los cargos de elección directa (enlaces sindicales, jurados de empresa desde 1954). El Estado regulaba a través del Ministerio de Trabajo las condiciones a las que se habían de ajustar las relaciones laborales, en las que podían intervenir los patronos adaptando la reglamentación del ramo a las características específicas de la empresa. 
Hubo, con todo, algunos conflictos obreros importantes desde la segunda mitad de los años cuarenta, como la huelga general del primero de mayo de 1947 en Vizcaya y Guipúzcoa, alentada por el Gobierno Vasco desde el exilio y secundada tanto por nacionalistas como por izquierdistas, que fueron reprimidos duramente.
La subida de los precios provocó varios conflictos laborales: la huelga de los tranvías de Barcelona de 1951, que se extendió a varios sectores; las huelgas generales de abril de ese mismo año en Vizcaya y Guipúzcoa, y algunos conflictos más en Vitoria, Pamplona y Madrid. A ello se unieron disturbios en las Universidades, sobre todo en la de Madrid en 1956.
Al calor de los cambios sociales y de estas movilizaciones, junto con el relevo generacional que tiene lugar entonces surgieron nuevos grupos, de activistas obreros, vinculados a movimientos cristianos de base, Hermandades Obreras de Acción Católica, HOAC, fundadas en 1946; la Juventud Obrera Cristiana, JOC.
La conflictividad laboral, se vio favorecida por la Ley de Convenios Colectivos de 1958. Potenciaba los jurados de empresa y el papel de los enlaces sindicales.
La movilización laboral favoreció el crecimiento de una organización sindical: las Comisiones Obreras (CC.OO.), desde 1962. Las CC.OO. habían surgido como comité, con el fin de negociar los convenios colectivos al margen del sindicalismo. También surgieron otros sindicatos clandestinos, como la Unión Sindical Obrera (USO), formada en 1960 en Asturias y en el País Vasco a partir de núcleos de la JOC; a ella se unió la pervivencia de la UGT y la CNT en algunas zonas, y la más débil de ELA-STV en el País Vasco. Desde comienzos de los años setenta harán su aparición algunos sindicatos más, como la CSUT o el Sindicato Obreiro Galego (SOG).

### Reinado de Juan Carlos I (1975-2014)

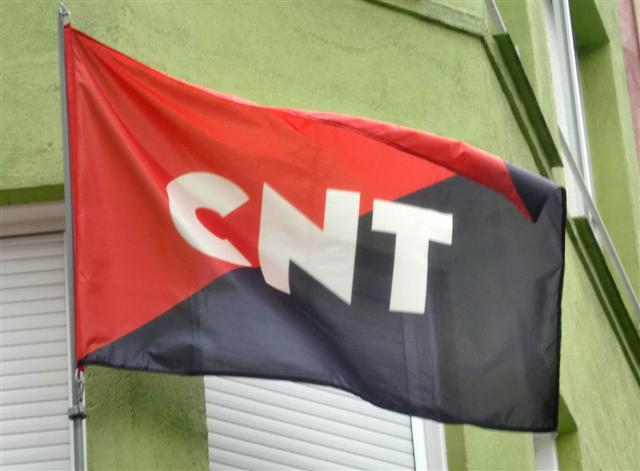
Bandera de la CNT.

Artículo de Mundo Obrero acerca de la legalización del PCE en 1977.

De la ruptura de la "corriente sindical unitaria" con CC.OO. nacerán, impulsados por los maoístas del PTE y ORT, Sindicato de Obreros del Campo (entre sus líderes Francisco Casero, Diego Cañamero y Sánchez Gordillo), Sindicato Obreiro da Construcción de Vigo y La Coruña en Galicia (José Luis Muruzabal Arlegui, miembro del PTE, jugará un papel central en el nacimiento de los mismos). En 1976 representantes de estos sindicatos, en una asamblea en Barcelona, crearán la CSUT que será presidida por el cartero madrileño Jeronimo Lorente. Paralelamente la ORT impulsará el Sindicato Unitario en marzo de 1977. Ambas centrales sindicales se opusieron, en la medida de sus fuerzas, a los "Pactos de la Moncloa". La CSUT se fragmentará y se disolverá en 1981. El SU aunque minoritario aún existe.
El 28 de abril de 1977 se inicia el periodo democrático de las organizaciones sindicales en España. Con ello, se abre una nueva etapa en la realidad sindical española, Enrique de la Mata Gorostizaga, entonces ministro de Relaciones Sindicales, abrió la puerta al pluralismo sindical con el reconocimiento de UGT, CC.OO., USO, ELA-STV, SOC y CNT.
En los años posteriores sufren enemistades en torno a lo que se llamó "modelos sindicales". CC.OO, quería capitalizar hábitos de la clandestinidad, y UGT, estaba interesada en defender las prácticas y estructuras habituales de un sindicalismo en la legalidad, común al resto de Europa.
UGT defendió una lógica sindical, mientras que CC.OO. era de una lógica movimentista. En realidad, los comunistas descubrieron durante la clandestinidad que para ellos era infinitamente más operativa una plataforma, un movimiento, que un sindicato: por ello liquidaron el que tenían, la OSO (Oposición Sindical Obrera, organización impulsada por el PCE (ml)y miembro del FRAP nunca participó en CC.OO.), y pasaron a formar parte de CC.OO. Pero ahora, en la legalidad, se les imponía de manera inevitable la necesidad de hacer de las mismas un sindicato. Ello implicaba tiempo, cambio de mentalidad y, sobre todo, tratar de capitalizar la inercia anterior en el nuevo sistema de medir: las elecciones sindicales de 1978. 
Estas luchas ideológicas no solo afectaron a las organizaciones implicadas sino que como resultado de ellas gran parte de la militancia de la USO se incorporó en el año 1977 en la UGT y en el año 1980 en Comisiones Obreras, debilitándola notablemente. Pese a ello ha conseguido mantenerse hasta el punto de ser actualmente el tercer sindicato en representatividad en España.
Por su parte, La Confederación Nacional del Trabajo (CNT-AIT) que entró en el posfranquismo con un crecimiento espectacular, se vio envuelta en unas luchas internas en las que se distinguían dos sectores, el primero y mayoritario en el cual se incorporaba el sector más fiel a los mínimos planteamientos anarcosindicalistas y otro sector minoritario que optaba por participar en las elecciones sindicales y comités de empresa, aceptando así el modelo sindical impuesto desde el Estado. Este enfrentamiento provocó una escisión en su seno creándose la que hoy se conoce como CGT (Confederación General del Trabajo) nombre este que tuvo que adoptar por sentencia judicial ya que este segundo sector se reclamaba como continuador de CNT. Significativo también fue el montaje policial del Caso Scala, culpándose a la CNT de lo ocurrido, provocando una oleada de represión y persecución que asustó a gran parte de la militancia anarcosindicalista. La CNT sigue siendo fiel a los principios de lucha con acción directa que hicieron que fuese el sindicato español más importante en la década de los treinta y llevando a cabo la revolución social, ahora a pesar de su escasa presencia social, mantiene no solo sus principios y finalidades impecables sino que preserva su estructura anarcosindical lista para momentos de crisis en los que la clase trabajadora pueda ver como alternativa a la CNT.

### Los sindicatos mayoritarios actuales

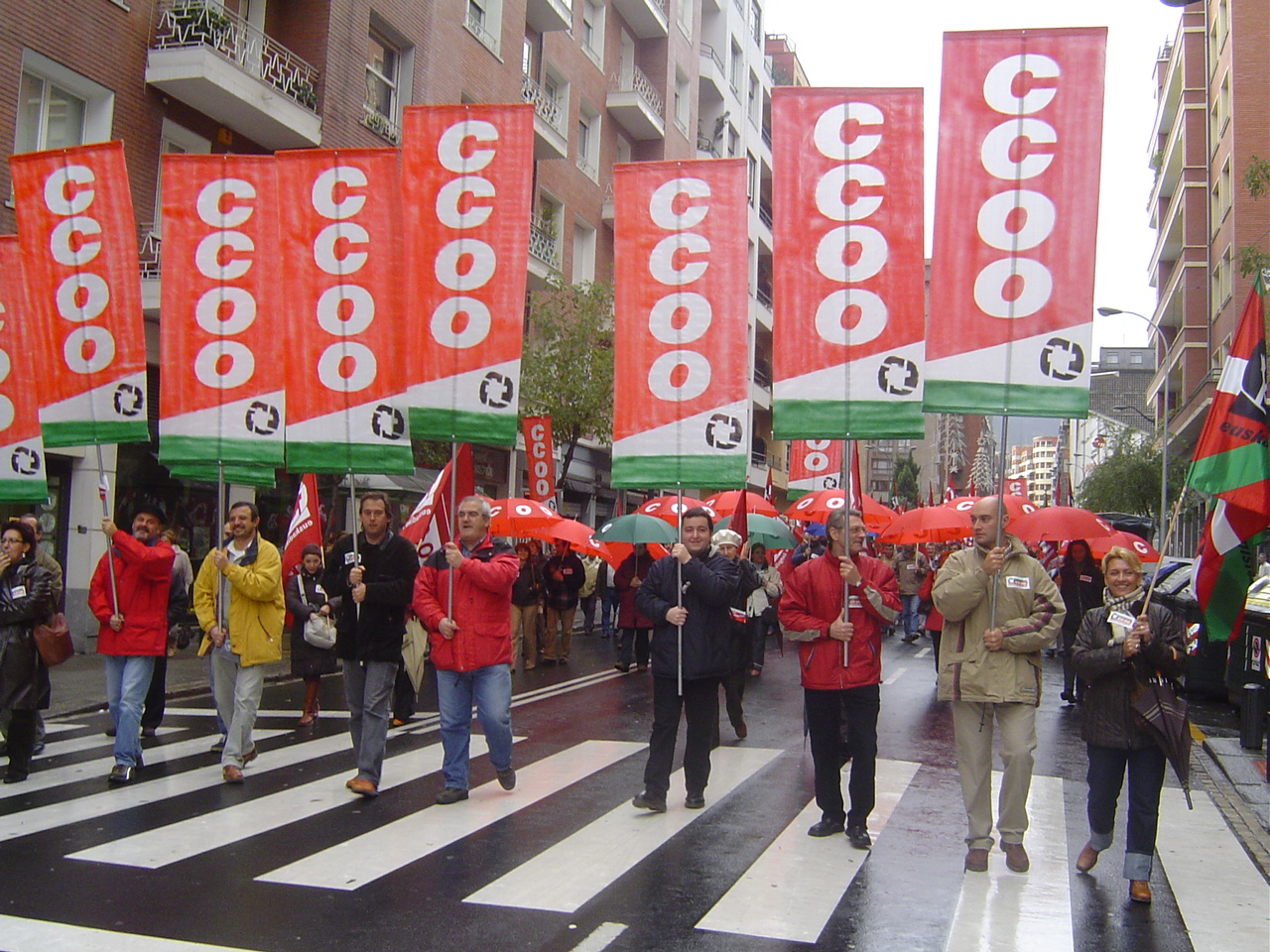
Manifestación de CC. OO. en Bilbao en noviembre de 2004, por la defensa de los convenios sectoriales.

En la actualidad, los dos sindicatos con mayor representación electoral son Comisiones Obreras (CC.OO.) y la Unión General de Trabajadores (UGT).
Las CC.OO. surgieron a raíz de las huelgas mineras asturianas de 1962 y 1963 (siendo su primer antecedente las comisiones de fábrica del País Vasco de 1956 y la comisión obrera de 1958 en Gijón). Respaldadas por el PCE lograron una rápida difusión y se caracterizaron por luchar, desde su interior, contra el sindicalismo vertical de la Central Nacional de Sindicatos. Declaradas ilegales en diciembre de 1966, perdieron parte de su influencia durante el periodo de clandestinidad, aunque volvieron a ser el principal sindicato tras ser declaradas legales en 1977. 
En las elecciones sindicales de 1978 tenían una posición superior a la de UGT, predominio que perdieron en las elecciones sindicales de 1986 recuperándose posteriormente. En 1987, Antonio Gutiérrez Vergara sustituyó en la presidencia a su líder histórico, Marcelino Camacho. Antonio Gutiérrez dejó paso a José María Fidalgo, que fue secretario general de CC.OO hasta diciembre del 2008 donde en el marco del noveno congreso de CC.OO se eligió al actual secretario general, Ignacio Fernández Toxo 
La UGT experimentó un crecimiento espectacular durante la II República, a la que defendió en las grandes ciudades tras el alzamiento de 1936. Fue declarada ilegal durante el franquismo, por lo que perdió gran parte de su influencia y todo su patrimonio. Tras la muerte del general Francisco Franco en 1975, recuperó la legalidad y a partir de 1986 afianzó su liderazgo dentro del movimiento sindical español. Creó una plataforma de acción sindical con CC.OO. en 1988 para protestar, en la opinión de estos sindicatos, por la política social-liberal del PSOE, convocando una huelga general en toda España el 14 de diciembre de 1988, con una respuesta de apoyo masivo por parte de la población. En 1992 volvieron a convocar otra huelga general, esta vez de media jornada, que tuvo menos repercusión que la anterior. Durante el XXXVI Congreso de la UGT (1994), el que había sido su secretario general desde 1976, Nicolás Redondo, fue sustituido por Cándido Méndez.

### Federaciones de sindicatos de ramos profesionales con fuerte implantación en la actualidad
A partir de la década de los 80 surgieron en España, el seno de diferentes ramos profesionales, otros sindicatos considerados minoritarios. Los más importantes son:
- AST (Alternativa Sindical de Trabajadores)
- ANPE (Asociación Nacional de Profesionales de Enseñanza)
- STEs (Confederación de Sindicatos de Trabajadores de la Enseñanza)
- STC (Sindicato de Trabajadores de Comunicaciones)
- ACAIP (Agrupación de los Cuerpos de la Administración de Instituciones Penitenciarias)
- CSI-CSIF (Confederación Sindical Independiente y de Funcionarios)